# Serendib
Serendib is een geslacht van spinnen uit de familie van de loopspinnen (Corinnidae).

## Soorten
- Serendib muadai Jäger, Nophaseud & Praxaysombath, 2012
- Serendib suthepica Deeleman-Reinhold, 2001
- Serendib volans Deeleman-Reinhold, 2001